# Paulo Tafili

a Compétitions nationales et continentales officielles uniquement.

Dernière mise à jour le 7 janvier 2023.
Paulo Tafili, né le 15 février 1996, est un joueur français de rugby à XV jouant au poste de pilier droit au Lyon olympique universitaire rugby depuis 2022.

## Biographie

### Jeunesse et formation
D'origine futunienne, Paulo Tafili est formé à l'URC Dumbéa, en Nouvelle-Calédonie, tout comme ses coéquipiers à Toulouse Peato Mauvaka et Rodrigue Neti,. Repéré par le Stade toulousain, il intègre son centre de formation  en 2014, à l'âge de 18 ans,.

### Débuts professionnels à Toulouse (2019-2022)
Lors de la saison 2018-2019, Paulo Tafili signe son premier contrat professionnel avec le Stade toulousain. Il fait également ses débuts professionnels durant cette saison. Le 23 février 2019, à l'occasion de la 17e journée de Top 14, il joue son premier match avec l'équipe première du Stade toulousain contre Montpellier au Stade Ernest-Wallon. Il entre en cours de jeu à la place de Maks van Dyk. Il joue six rencontres dont deux titularisations au cours de cette première saison en professionnel. Aussi, le Stade toulousain est champion de France, et Paulo Tafili remporte ainsi le premier trophée de sa carrière, bien qu'il ne participe pas à la finale.
La saison suivante, il entre dans la rotation au poste de pilier droit malgré la concurrence à ce poste où jouent Charlie Faumunia, Dorian Aldegheri et Maks van Dyk. Il joue neuf matchs de championnat et deux de Coupe d'Europe avant l'arrêt prématuré des compétitions lié à la pandémie de Covid-19. Il inscrit également le premier essai de sa carrière lors de la dixième journée de Top 14, face à l'aviron bayonnais. En progression durant cette saison, il prolonge son contrat avec Toulouse de trois saisons supplémentaires, soit jusqu'en 2022.
Le départ de van Dyk avant le début de la saison 2020-2021 fait passer Paulo Tafili numéro trois à son poste derrière Faumuina et Aldegheri. Il joue dix rencontres mais ne participe pas aux phases finales de championnat ni à la finale remportée par son club face au Stade rochelais. Toulouse est également champion d'Europe cette saison, mais comme il n'a pas participé au moindre match dans la compétition cette saison, il n'est pas sacré vainqueur.
La saison 2021-2022 ressemble à la précédente, puisqu'il est toujours barré par Faumuina et Aldegheri à son poste, voire aussi par David Ainu'u qui est capable de jouer des deux côtés de la mêlée et qui progresse rapidement. Il joue alors treize matchs toutes compétitions confondues. À la fin de cette saison, il décide de ne pas donner suite aux offres de prolongation de son club et de quitter le Stade toulousain à l'issue de son contrat, après quatre saisons passées au club.

### Lyon OU puis Oyonnax (depuis 2022)
En fin de contrat et barré par la concurrence à son poste au Stade toulousain, Paulo Tafili s'engage officiellement avec le LOU en juin 2022, alors qu'il était courtisé par plusieurs autres clubs de Top 14,. Il arrive pour remplacer l'Américain, Joe Taufete'e.
Demba Bamba et Francisco Gómez Kodela étant absents, Paulo Tafili fait ses débuts avec son nouveau club dès la première journée de la saison 2022-2023, en étant titulaire, face à Brive.
À partir de la saison 2024-2025, il quitte le LOU pour Oyonnax Rugby, évoluant alors en Pro D2.

## Statistiques
| Saison                      | Club                        | Championnat | Championnat | Championnat | Coupe d'Europe                                       | Coupe d'Europe                                       | Coupe d'Europe                                       |
| Saison                      | Club                        | Compétition | Matchs      | Essais      | Compétition                                          | Matchs                                               | Essais                                               |
| --------------------------- | --------------------------- | ----------- | ----------- | ----------- | ---------------------------------------------------- | ---------------------------------------------------- | ---------------------------------------------------- |
| 2018-2019                   | Stade toulousain            | Top 14      | 6           | -           | Coupe d'Europe                                       | -                                                    | -                                                    |
| 2019-2020                   | Stade toulousain            | Top 14      | 9           | 1           | Coupe d'Europe                                       | 2                                                    | -                                                    |
| 2020-2021                   | Stade toulousain            | Top 14      | 10          | -           | Coupe d'Europe                                       | -                                                    | -                                                    |
| 2021-2022                   | Stade toulousain            | Top 14      | 11          | -           | Coupe d'Europe                                       | 2                                                    | -                                                    |
| Sous-total Stade toulousain | Sous-total Stade toulousain | Top 14      | 36          | 1           | Coupe d'Europe                                       | 4                                                    | 0                                                    |
| 2022-2023                   | Lyon OU                     | Top 14      | 18          | -           | Champions Cup                                        | 3                                                    | -                                                    |
| 2023-2024                   | Lyon OU                     | Top 14      | 11          | -           | Champions Cup                                        | 4                                                    | -                                                    |
| Sous-total Lyon OU          | Sous-total Lyon OU          | Top 14      | 29          | 0           | Champions Cup                                        | 7                                                    | 0                                                    |
| 2023-2024                   | Oyonnax                     | Pro D2      | 4           | -           | Pas de qualification pour les compétitions de l'EPCR | Pas de qualification pour les compétitions de l'EPCR | Pas de qualification pour les compétitions de l'EPCR |
| Sous-total Oyonnax          | Sous-total Oyonnax          | Pro D2      | 4           | 0           |                                                      |                                                      |                                                      |
| Total                       | Total                       | Top 14      | 69          | 1           | Coupe d'Europe                                       | 11                                                   | 1                                                    |

## Palmarès
- Stade toulousain
  - Vainqueur du championnat de France en 2019[N 1] et 2021[N 1]